# Acuclavella
Genre
Acuclavella est un genre d'opilions dyspnois de la famille des Ischyropsalididae.

## Distribution
Les espèces de ce genre sont endémiques des États-Unis. Elles se rencontrent en Idaho et au Washington.

## Liste des espèces
Selon World Catalogue of Opiliones (22/04/2021) :
- Acuclavella cosmetoides Shear, 1986
- Acuclavella leonardi Richart & Hedin, 2013
- Acuclavella makah Richart & Hedin, 2013
- Acuclavella merickeli Shear, 1986
- Acuclavella quattuor Shear, 1986
- Acuclavella sheari Richart & Hedin, 2013
- Acuclavella shoshone Shear, 1986

## Publication originale
- Shear, 1986 : « A cladistic analysis of the opilionid superfamily Ischyropsalidoidea, with description of the new family Ceratolasmatidae, the new genus Acuclavella and four new species. » American Museum Novitates, no 2844, p. 1–29 (texte intégral).